# Calippo

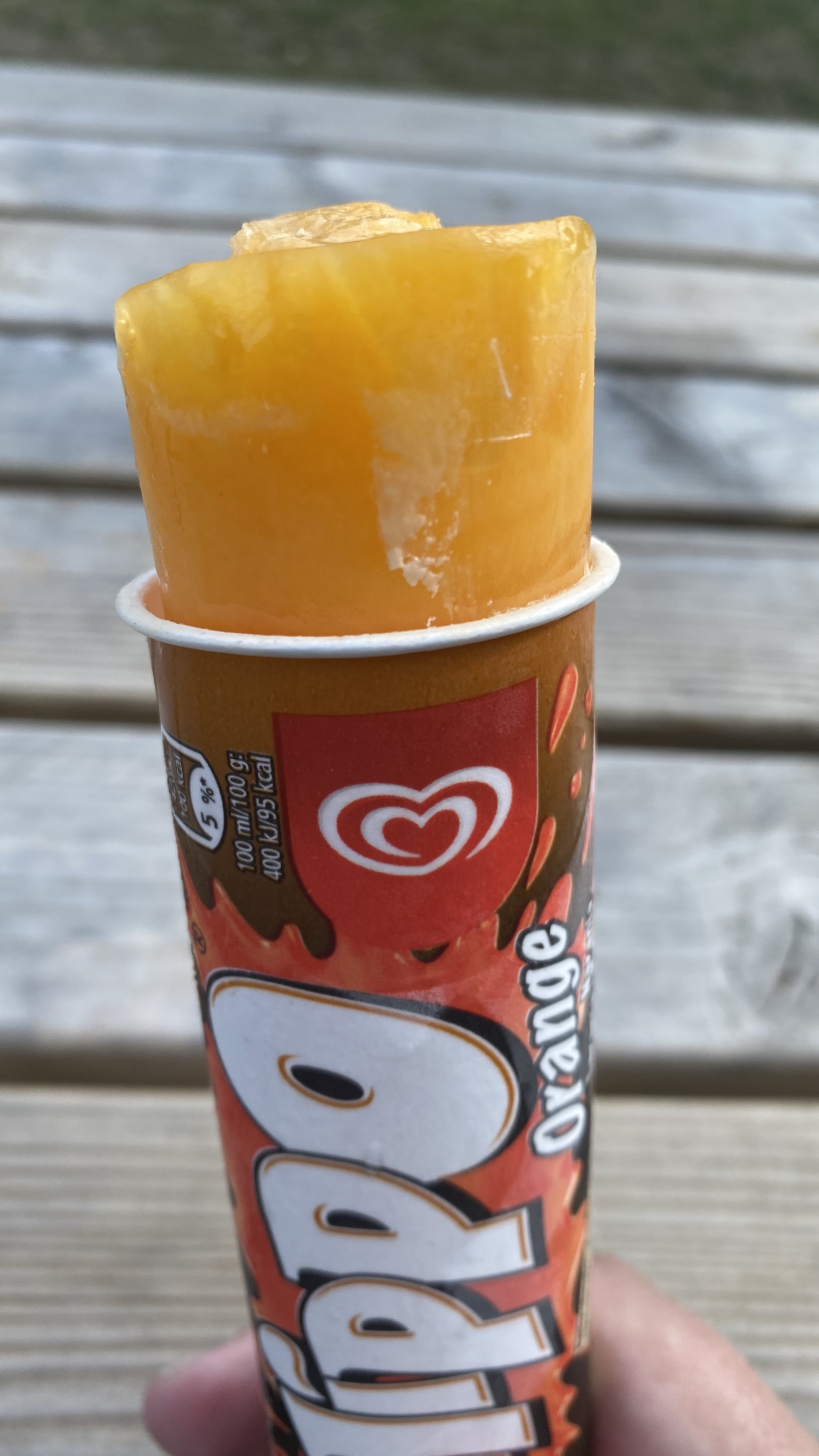
Calippo met sinaasappelsmaak

Een Calippo is een waterijsje dat wordt gemaakt door Unilever, en in Nederland en België wordt verkocht onder de merknaam Ola.
Kenmerkend voor een Calippo is dat deze in een papieren hoorntje zit, waarbij het ijs na opening naar boven gedrukt dient te worden om te kunnen consumeren.
Bekende smaken zijn cola, sinaasappel en citroen.